# Guy de Faramond
Guy Pierre de Faramond, född 29 oktober 1933 i Danmark, är en fransk-svensk journalist och författare. Han är son till Lili de Faramond.
de Faramond var son till en fransk far och en svensk mor, och växte upp i Sverige. Han har bland annat varit Sverigekorrespondent för den franska tidningen Le Monde, och har skrivit franskspråkiga böcker om svensk kultur och politik. Han är bosatt i Paris.
Faramond var en av initiativtagarna till namngivandet av ett torg efter August Strindberg i Paris, Place August-Strindberg. Torget, som invigdes i november 2017, ligger invid kyrkan Saint-Sulpice i Paris sjätte arrondissement och har en replik av en Strindbergsbyst av Carl Eldh.